# Olga Kazakova
Olga Kazakova (em russo:  Ольга Михайловна Казакова; nascida em 30 de maio de 1968 na cidade de Usolye-Sibirskoye, na União Soviética) é uma política russa, foi Ministra da Cultura do Krai de Stavropol, e desde 2012 é deputada da Duma Federal, Primeira Vice-Presidente do Comité de Cultura.

## Carreira
Nascida na família de um oficial do exército soviético, ela morava com a família na cidade de Lugansk, na RSS ucraniana. Em 1990, ela formou-se na Universidade de Luhansk com uma licenciatura em Língua e Literatura Russa. Ela é membro do Komsomol.
De 1984 a 1991 trabalhou na Komsomol, onde foi chefe do clube de dança infantil e professora de jardim de infância. De 1992 a 1996, foi professora primária em Vorkuta e Nevinnomyssk.
De 2000 a 2003, foi assistente de um deputado do parlamento da cidade de Stavropol e diretora executiva do Centro Esportivo Slavyansk. De 2003 a 2009, foi chefe do Departamento de Juventude da Administração da cidade de Stavropol. De 2009 a 2011, foi presidente da Comissão de Assuntos da Juventude do Governo de Stavropol Krai. De 2011 a 2012, desempenhou funções como Ministra da Cultura do Governo do Stavropol Krai.
A 22 de maio de 2012 tornou-se deputada da Duma Federal da Rússia Unida por Stavropol, sendo também membro do Comité da Família, Mulheres e Crianças.
Em 2016, de acordo com as primárias do Rússia Unida, ficou em primeiro lugar (78% dos votos) no círculo eleitoral de um único membro. Foi reeleita deputada nas eleições seguintes.
 